# Antheacheres duebeni
Antheacheres duebeni är en kräftdjursart som beskrevs av Michael Sars 1857. Antheacheres duebeni ingår i släktet Antheacheres, och familjen Antheacheridae. Arten kan vara nationellt utdöd i Sverige.